# Henrys Lilie
Henrys Lilie  (Lilium henryi) ist eine Art aus der Gattung der Lilien (Lilium) in der Sektion Sinomartagon innerhalb der Familie der Liliengewächse (Liliaceae). Sie ist nach dem irischen Sinologen Augustine Henry (* 2. Juli 1857–23. März 1930) benannt.

## Beschreibung
Henrys Lilie ist eine ausdauernde Zwiebelpflanze. Sie wird meist 1,4 bis 2,4 Meter hoch, die Wuchshöhe kann aber im Bereich 1,0 bis 3,0 Meter schwanken. Die Zwiebel ist fast kugelförmig und hat einen Durchmesser von ungefähr 7 Zentimeter., in Kultur bis 20 cm. Die Zwiebelschuppen sind 3,5 bis 4,5 Zentimeter lang, 1,4 bis 1,6 Zentimeter breit, länglich und weiß. Der grüne, violett gestrichelte, kahle Stängel weist im Boden Stängel-Bulben auf, Blattachselbubillen fehlen aber. Die wechselständigen Blätter sind zweigestaltig. Die unteren und mittleren Blätter sind 7,5 bis 15 Zentimeter lang, 2 bis 2,7 Zentimeter breit, kurz gestielt und verkehrteilanzettlich. Die oberen Blätter dagegen sind 2 bis 4 Zentimeter lang, 1,5 bis 2,5 Zentimeter breit, sitzend und eiförmig.

Lilium henryi var. citrinum

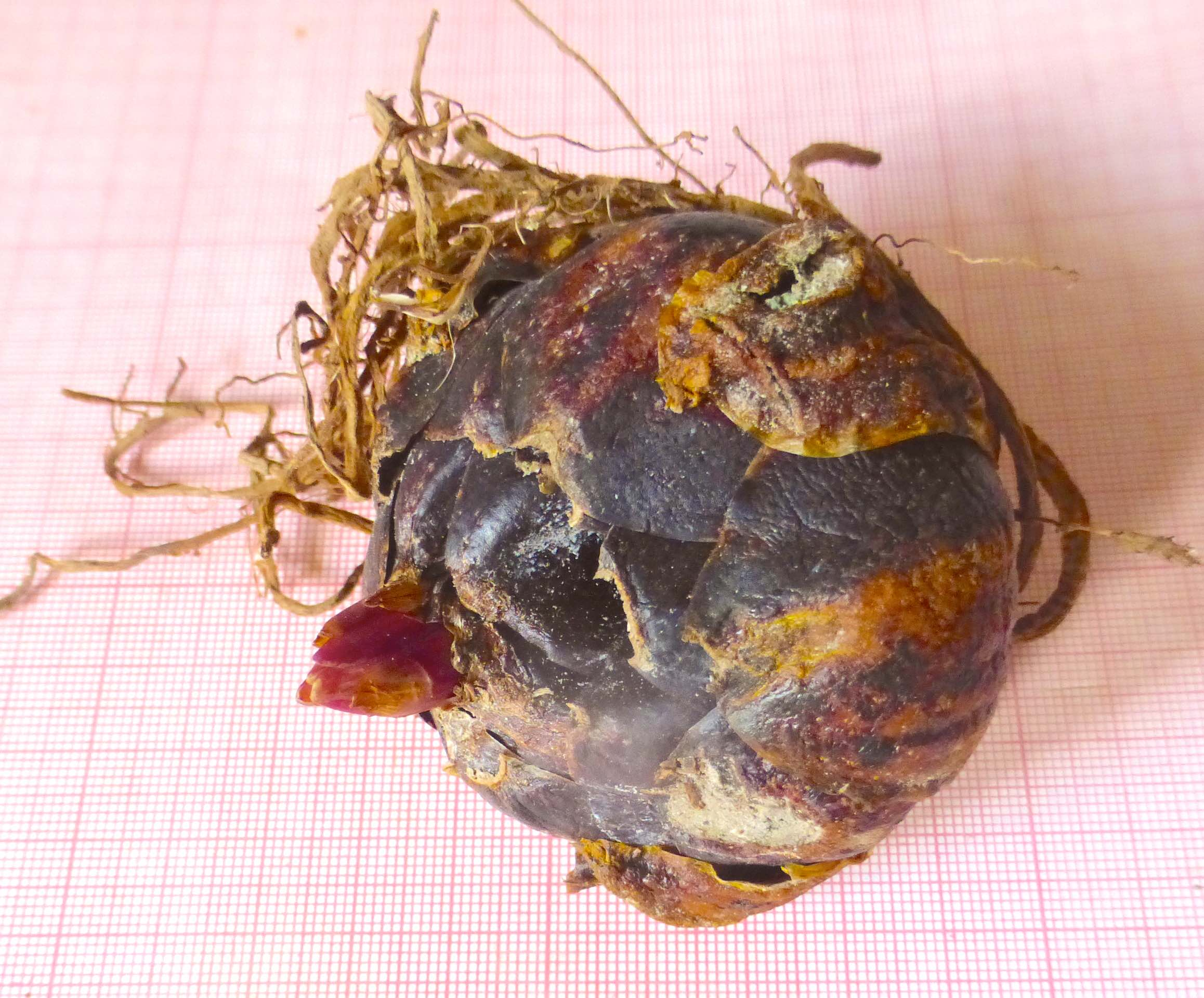
Zwiebel von Lilium henryi mit Spross

Es sind meist 4 bis 20, seltener 1 bis 70 nickende, turbanförmige, nicht duftende Blüten in einer Traube vorhanden. Sie sind paarweise auf jedem der Blütenstiele angeordnet. Die Perigonblätter sind zurückgebogen, lanzettlich, 5 bis 8 Zentimeter lang, 1 bis 2 Zentimeter breit, orange, zerstreut schwarzbraun getupft und auf der Oberseite mit braunen Papillenwarzen versehen. Das Nektarium weist auf beiden Seiten zahlreiche fransige Verlängerungen auf. Die Staubblätter spreizen auseinander. Die Staubfäden sind kahl und 4 bis 4,5 Zentimeter lang. Die Staubbeutel sind tief zinnoberrot gefärbt. Der Fruchtknoten ist ungefähr 1,5 Zentimeter, der Griffel ist ungefähr 5 Zentimeter lang. Die Kapselfrüchte sind braun, 4 bis 4,5 Zentimeter lang, ungefähr 3,5 Zentimeter breit und länglich.
Am Naturstandort blüht die Art im Juli und fruchtet im September.
Die Chromosomenzahl beträgt 2n = 24.

## Verbreitung
Henrys Lilie ist in China in Südost-Sichuan, Guizhou, West-Hubei, Jiangxi und Nordwest-Fujian beheimatet. Sie wächst an Berghängen in Höhenlagen von 700 bis 1000 Meter.

## Taxonomie
Henrys Lilie wurde 1888 von John Gilbert Baker in Gardeners' Chronicle Serie 3, Band 4, Seite 660 als Lilium henryi erstbeschrieben. Benannt ist sie nach ihrem Entdecker Augustine Henry (1857–1930).

## Nutzung
Die Art wurde in Europa durch Augustine Henry als Gartenpflanze eingeführt. Er sammelte in den Schluchten des Jangtsekiang bei Yichang Zwiebeln und schickte sie nach Kew Gardens, wo sie ab 1889 kultiviert wurden. Wilson schickte weitere Zwiebeln nach Europa und die Vereinigten Staaten.
Lilium henryi wird selten als Zierpflanze für Staudenbeete und Gehölzränder genutzt und gilt als leicht kultivierbar. In Mitteleuropa liegt die Blütezeit im August, selten auch im September. Sie ist kalkliebend. Die Zwiebel sollte sehr tief gesetzt werden. Da die Stengel oft schwach sind, braucht die Pflanze gewöhnlich Stützen.
Die Sorte 'Citrinum' hat zitronengelbe Blüten und eine späte Blütezeit. Es gibt einige Kultur-Hybriden mit anderen Lilien-Arten aus den Sektionen Regalia und Speciosum, z. B. die Aurelian-Hybriden mit Lilium sargentiae und die Sorte 'Black Beauty' mit Lilium speciosum. Letztere zeichnet sich durch bis zu 30 Zentimeter Durchmesser erreichende, dunkelrote Blüten mit weißem Rand und dunklen Papillarwarzen aus.

## Nachweise
1. 1 2 3 4 5 6 7 8  Liang Songyun, Minoru N. Tamura: Lilium. In: Flora of China, Bd. 24, 2000, S. 135–149, Online
2. ↑  Stephen G. Haw, The lilies of China. London, Batsford 1986, 106
3. 1 2 3 4 5 6  Eckehart J. Jäger, Friedrich Ebel, Peter Hanelt, Gerd K. Müller (Hrsg.): Exkursionsflora von Deutschland. Begründet von Werner Rothmaler. Band 5: Krautige Zier- und Nutzpflanzen. Springer, Spektrum Akademischer Verlag, Berlin/Heidelberg 2008, ISBN 978-3-8274-0918-8, S. 692–693.
4. 1 2 3 4   Stephen G. Haw: The lilies of China. London, Batsford 1986. S. 105–106.